# Abertura Benko
A  Abertura Benko ou Abertura Fianqueto do Rei (também conhecida como Abertura Húngara, Abertura Barcza ou Abertura Bilek) (ECO A00) é uma abertura de xadrez caracterizada pelo movimento:
1. g3

A jogada 1. g3 das brancas é o quinto movimento de abertura mais popular, mas é muito menos popular que 1.e4, 1.d4, 1.c4 e 1.Nf3. Geralmente é seguido por 2.Bg2, fianquetando o bispo. Nick de Firmian escreve que 1.g3 "pode, e geralmente o faz, transpor para quase qualquer outra abertura na qual as brancas fianquetam o bispo de seu rei". Entre eles estão a abertura catalã, o ataque Índio do rei e algumas variações da abertura inglesa. Por esse motivo, a Enciclopédia de Aberturas de Xadrez não possui código específico dedicado à 1.g3. O movimento em si é classificado sob A00, mas as inúmeras possibilidades de transposição podem resultar em vários códigos ECO.
Embora essa abertura nunca tenha sido comum, o jogador do Madras Ghulam Kassim, anotando a partida de correspondência de 1828 entre Madras e Hyderabad, observou que "muitos dos jogadores indianos começam o jogo dessa maneira". O jogador hipermoderno Richard Reti jogou 1.g3 várias vezes em Baden-Baden em 1925, com resultados variados. O 1.g3 recebeu atenção renovada depois que Pal Benko o usou para derrotar Bobby Fischer e Mikhail Tal no Torneio de Candidatos de 1962 em Curaçao, parte do ciclo do Campeonato do Mundo de 1963. Benko usou a abertura nas onze primeiras vezes em que foi branco no torneio.

## Linhas
As linhas a seguir são exemplos dos tipos de posições que podem se desenvolver a partir da abertura do Fianqueto do rei. A ordem de movimentação é flexível em cada caso.

### Ataque Índio do Rei
|   | a | b | c | d | e | f | g | h |   |
| 8 | a8 preto torre · d8 preto rainha · e8 preto rei · f8 preto bispo · h8 preto torre · a7 preto peão · b7 preto peão · d7 preto cavalo · f7 preto peão · g7 preto peão · h7 preto peão · c6 preto peão · f6 preto cavalo · d5 preto peão · e5 preto peão · e4 branco peão · g4 preto bispo · d3 branco peão · f3 branco cavalo · g3 branco peão · a2 branco peão · b2 branco peão · c2 branco peão · d2 branco cavalo · f2 branco peão · g2 branco bispo · h2 branco peão · a1 branco torre · c1 branco bispo · d1 branco rainha · f1 branco torre · g1 branco rei | a8 preto torre · d8 preto rainha · e8 preto rei · f8 preto bispo · h8 preto torre · a7 preto peão · b7 preto peão · d7 preto cavalo · f7 preto peão · g7 preto peão · h7 preto peão · c6 preto peão · f6 preto cavalo · d5 preto peão · e5 preto peão · e4 branco peão · g4 preto bispo · d3 branco peão · f3 branco cavalo · g3 branco peão · a2 branco peão · b2 branco peão · c2 branco peão · d2 branco cavalo · f2 branco peão · g2 branco bispo · h2 branco peão · a1 branco torre · c1 branco bispo · d1 branco rainha · f1 branco torre · g1 branco rei | a8 preto torre · d8 preto rainha · e8 preto rei · f8 preto bispo · h8 preto torre · a7 preto peão · b7 preto peão · d7 preto cavalo · f7 preto peão · g7 preto peão · h7 preto peão · c6 preto peão · f6 preto cavalo · d5 preto peão · e5 preto peão · e4 branco peão · g4 preto bispo · d3 branco peão · f3 branco cavalo · g3 branco peão · a2 branco peão · b2 branco peão · c2 branco peão · d2 branco cavalo · f2 branco peão · g2 branco bispo · h2 branco peão · a1 branco torre · c1 branco bispo · d1 branco rainha · f1 branco torre · g1 branco rei | a8 preto torre · d8 preto rainha · e8 preto rei · f8 preto bispo · h8 preto torre · a7 preto peão · b7 preto peão · d7 preto cavalo · f7 preto peão · g7 preto peão · h7 preto peão · c6 preto peão · f6 preto cavalo · d5 preto peão · e5 preto peão · e4 branco peão · g4 preto bispo · d3 branco peão · f3 branco cavalo · g3 branco peão · a2 branco peão · b2 branco peão · c2 branco peão · d2 branco cavalo · f2 branco peão · g2 branco bispo · h2 branco peão · a1 branco torre · c1 branco bispo · d1 branco rainha · f1 branco torre · g1 branco rei | a8 preto torre · d8 preto rainha · e8 preto rei · f8 preto bispo · h8 preto torre · a7 preto peão · b7 preto peão · d7 preto cavalo · f7 preto peão · g7 preto peão · h7 preto peão · c6 preto peão · f6 preto cavalo · d5 preto peão · e5 preto peão · e4 branco peão · g4 preto bispo · d3 branco peão · f3 branco cavalo · g3 branco peão · a2 branco peão · b2 branco peão · c2 branco peão · d2 branco cavalo · f2 branco peão · g2 branco bispo · h2 branco peão · a1 branco torre · c1 branco bispo · d1 branco rainha · f1 branco torre · g1 branco rei | a8 preto torre · d8 preto rainha · e8 preto rei · f8 preto bispo · h8 preto torre · a7 preto peão · b7 preto peão · d7 preto cavalo · f7 preto peão · g7 preto peão · h7 preto peão · c6 preto peão · f6 preto cavalo · d5 preto peão · e5 preto peão · e4 branco peão · g4 preto bispo · d3 branco peão · f3 branco cavalo · g3 branco peão · a2 branco peão · b2 branco peão · c2 branco peão · d2 branco cavalo · f2 branco peão · g2 branco bispo · h2 branco peão · a1 branco torre · c1 branco bispo · d1 branco rainha · f1 branco torre · g1 branco rei | a8 preto torre · d8 preto rainha · e8 preto rei · f8 preto bispo · h8 preto torre · a7 preto peão · b7 preto peão · d7 preto cavalo · f7 preto peão · g7 preto peão · h7 preto peão · c6 preto peão · f6 preto cavalo · d5 preto peão · e5 preto peão · e4 branco peão · g4 preto bispo · d3 branco peão · f3 branco cavalo · g3 branco peão · a2 branco peão · b2 branco peão · c2 branco peão · d2 branco cavalo · f2 branco peão · g2 branco bispo · h2 branco peão · a1 branco torre · c1 branco bispo · d1 branco rainha · f1 branco torre · g1 branco rei | a8 preto torre · d8 preto rainha · e8 preto rei · f8 preto bispo · h8 preto torre · a7 preto peão · b7 preto peão · d7 preto cavalo · f7 preto peão · g7 preto peão · h7 preto peão · c6 preto peão · f6 preto cavalo · d5 preto peão · e5 preto peão · e4 branco peão · g4 preto bispo · d3 branco peão · f3 branco cavalo · g3 branco peão · a2 branco peão · b2 branco peão · c2 branco peão · d2 branco cavalo · f2 branco peão · g2 branco bispo · h2 branco peão · a1 branco torre · c1 branco bispo · d1 branco rainha · f1 branco torre · g1 branco rei | 8 |
| 7 | a8 preto torre · d8 preto rainha · e8 preto rei · f8 preto bispo · h8 preto torre · a7 preto peão · b7 preto peão · d7 preto cavalo · f7 preto peão · g7 preto peão · h7 preto peão · c6 preto peão · f6 preto cavalo · d5 preto peão · e5 preto peão · e4 branco peão · g4 preto bispo · d3 branco peão · f3 branco cavalo · g3 branco peão · a2 branco peão · b2 branco peão · c2 branco peão · d2 branco cavalo · f2 branco peão · g2 branco bispo · h2 branco peão · a1 branco torre · c1 branco bispo · d1 branco rainha · f1 branco torre · g1 branco rei | a8 preto torre · d8 preto rainha · e8 preto rei · f8 preto bispo · h8 preto torre · a7 preto peão · b7 preto peão · d7 preto cavalo · f7 preto peão · g7 preto peão · h7 preto peão · c6 preto peão · f6 preto cavalo · d5 preto peão · e5 preto peão · e4 branco peão · g4 preto bispo · d3 branco peão · f3 branco cavalo · g3 branco peão · a2 branco peão · b2 branco peão · c2 branco peão · d2 branco cavalo · f2 branco peão · g2 branco bispo · h2 branco peão · a1 branco torre · c1 branco bispo · d1 branco rainha · f1 branco torre · g1 branco rei | a8 preto torre · d8 preto rainha · e8 preto rei · f8 preto bispo · h8 preto torre · a7 preto peão · b7 preto peão · d7 preto cavalo · f7 preto peão · g7 preto peão · h7 preto peão · c6 preto peão · f6 preto cavalo · d5 preto peão · e5 preto peão · e4 branco peão · g4 preto bispo · d3 branco peão · f3 branco cavalo · g3 branco peão · a2 branco peão · b2 branco peão · c2 branco peão · d2 branco cavalo · f2 branco peão · g2 branco bispo · h2 branco peão · a1 branco torre · c1 branco bispo · d1 branco rainha · f1 branco torre · g1 branco rei | a8 preto torre · d8 preto rainha · e8 preto rei · f8 preto bispo · h8 preto torre · a7 preto peão · b7 preto peão · d7 preto cavalo · f7 preto peão · g7 preto peão · h7 preto peão · c6 preto peão · f6 preto cavalo · d5 preto peão · e5 preto peão · e4 branco peão · g4 preto bispo · d3 branco peão · f3 branco cavalo · g3 branco peão · a2 branco peão · b2 branco peão · c2 branco peão · d2 branco cavalo · f2 branco peão · g2 branco bispo · h2 branco peão · a1 branco torre · c1 branco bispo · d1 branco rainha · f1 branco torre · g1 branco rei | a8 preto torre · d8 preto rainha · e8 preto rei · f8 preto bispo · h8 preto torre · a7 preto peão · b7 preto peão · d7 preto cavalo · f7 preto peão · g7 preto peão · h7 preto peão · c6 preto peão · f6 preto cavalo · d5 preto peão · e5 preto peão · e4 branco peão · g4 preto bispo · d3 branco peão · f3 branco cavalo · g3 branco peão · a2 branco peão · b2 branco peão · c2 branco peão · d2 branco cavalo · f2 branco peão · g2 branco bispo · h2 branco peão · a1 branco torre · c1 branco bispo · d1 branco rainha · f1 branco torre · g1 branco rei | a8 preto torre · d8 preto rainha · e8 preto rei · f8 preto bispo · h8 preto torre · a7 preto peão · b7 preto peão · d7 preto cavalo · f7 preto peão · g7 preto peão · h7 preto peão · c6 preto peão · f6 preto cavalo · d5 preto peão · e5 preto peão · e4 branco peão · g4 preto bispo · d3 branco peão · f3 branco cavalo · g3 branco peão · a2 branco peão · b2 branco peão · c2 branco peão · d2 branco cavalo · f2 branco peão · g2 branco bispo · h2 branco peão · a1 branco torre · c1 branco bispo · d1 branco rainha · f1 branco torre · g1 branco rei | a8 preto torre · d8 preto rainha · e8 preto rei · f8 preto bispo · h8 preto torre · a7 preto peão · b7 preto peão · d7 preto cavalo · f7 preto peão · g7 preto peão · h7 preto peão · c6 preto peão · f6 preto cavalo · d5 preto peão · e5 preto peão · e4 branco peão · g4 preto bispo · d3 branco peão · f3 branco cavalo · g3 branco peão · a2 branco peão · b2 branco peão · c2 branco peão · d2 branco cavalo · f2 branco peão · g2 branco bispo · h2 branco peão · a1 branco torre · c1 branco bispo · d1 branco rainha · f1 branco torre · g1 branco rei | a8 preto torre · d8 preto rainha · e8 preto rei · f8 preto bispo · h8 preto torre · a7 preto peão · b7 preto peão · d7 preto cavalo · f7 preto peão · g7 preto peão · h7 preto peão · c6 preto peão · f6 preto cavalo · d5 preto peão · e5 preto peão · e4 branco peão · g4 preto bispo · d3 branco peão · f3 branco cavalo · g3 branco peão · a2 branco peão · b2 branco peão · c2 branco peão · d2 branco cavalo · f2 branco peão · g2 branco bispo · h2 branco peão · a1 branco torre · c1 branco bispo · d1 branco rainha · f1 branco torre · g1 branco rei | 7 |
| 6 | a8 preto torre · d8 preto rainha · e8 preto rei · f8 preto bispo · h8 preto torre · a7 preto peão · b7 preto peão · d7 preto cavalo · f7 preto peão · g7 preto peão · h7 preto peão · c6 preto peão · f6 preto cavalo · d5 preto peão · e5 preto peão · e4 branco peão · g4 preto bispo · d3 branco peão · f3 branco cavalo · g3 branco peão · a2 branco peão · b2 branco peão · c2 branco peão · d2 branco cavalo · f2 branco peão · g2 branco bispo · h2 branco peão · a1 branco torre · c1 branco bispo · d1 branco rainha · f1 branco torre · g1 branco rei | a8 preto torre · d8 preto rainha · e8 preto rei · f8 preto bispo · h8 preto torre · a7 preto peão · b7 preto peão · d7 preto cavalo · f7 preto peão · g7 preto peão · h7 preto peão · c6 preto peão · f6 preto cavalo · d5 preto peão · e5 preto peão · e4 branco peão · g4 preto bispo · d3 branco peão · f3 branco cavalo · g3 branco peão · a2 branco peão · b2 branco peão · c2 branco peão · d2 branco cavalo · f2 branco peão · g2 branco bispo · h2 branco peão · a1 branco torre · c1 branco bispo · d1 branco rainha · f1 branco torre · g1 branco rei | a8 preto torre · d8 preto rainha · e8 preto rei · f8 preto bispo · h8 preto torre · a7 preto peão · b7 preto peão · d7 preto cavalo · f7 preto peão · g7 preto peão · h7 preto peão · c6 preto peão · f6 preto cavalo · d5 preto peão · e5 preto peão · e4 branco peão · g4 preto bispo · d3 branco peão · f3 branco cavalo · g3 branco peão · a2 branco peão · b2 branco peão · c2 branco peão · d2 branco cavalo · f2 branco peão · g2 branco bispo · h2 branco peão · a1 branco torre · c1 branco bispo · d1 branco rainha · f1 branco torre · g1 branco rei | a8 preto torre · d8 preto rainha · e8 preto rei · f8 preto bispo · h8 preto torre · a7 preto peão · b7 preto peão · d7 preto cavalo · f7 preto peão · g7 preto peão · h7 preto peão · c6 preto peão · f6 preto cavalo · d5 preto peão · e5 preto peão · e4 branco peão · g4 preto bispo · d3 branco peão · f3 branco cavalo · g3 branco peão · a2 branco peão · b2 branco peão · c2 branco peão · d2 branco cavalo · f2 branco peão · g2 branco bispo · h2 branco peão · a1 branco torre · c1 branco bispo · d1 branco rainha · f1 branco torre · g1 branco rei | a8 preto torre · d8 preto rainha · e8 preto rei · f8 preto bispo · h8 preto torre · a7 preto peão · b7 preto peão · d7 preto cavalo · f7 preto peão · g7 preto peão · h7 preto peão · c6 preto peão · f6 preto cavalo · d5 preto peão · e5 preto peão · e4 branco peão · g4 preto bispo · d3 branco peão · f3 branco cavalo · g3 branco peão · a2 branco peão · b2 branco peão · c2 branco peão · d2 branco cavalo · f2 branco peão · g2 branco bispo · h2 branco peão · a1 branco torre · c1 branco bispo · d1 branco rainha · f1 branco torre · g1 branco rei | a8 preto torre · d8 preto rainha · e8 preto rei · f8 preto bispo · h8 preto torre · a7 preto peão · b7 preto peão · d7 preto cavalo · f7 preto peão · g7 preto peão · h7 preto peão · c6 preto peão · f6 preto cavalo · d5 preto peão · e5 preto peão · e4 branco peão · g4 preto bispo · d3 branco peão · f3 branco cavalo · g3 branco peão · a2 branco peão · b2 branco peão · c2 branco peão · d2 branco cavalo · f2 branco peão · g2 branco bispo · h2 branco peão · a1 branco torre · c1 branco bispo · d1 branco rainha · f1 branco torre · g1 branco rei | a8 preto torre · d8 preto rainha · e8 preto rei · f8 preto bispo · h8 preto torre · a7 preto peão · b7 preto peão · d7 preto cavalo · f7 preto peão · g7 preto peão · h7 preto peão · c6 preto peão · f6 preto cavalo · d5 preto peão · e5 preto peão · e4 branco peão · g4 preto bispo · d3 branco peão · f3 branco cavalo · g3 branco peão · a2 branco peão · b2 branco peão · c2 branco peão · d2 branco cavalo · f2 branco peão · g2 branco bispo · h2 branco peão · a1 branco torre · c1 branco bispo · d1 branco rainha · f1 branco torre · g1 branco rei | a8 preto torre · d8 preto rainha · e8 preto rei · f8 preto bispo · h8 preto torre · a7 preto peão · b7 preto peão · d7 preto cavalo · f7 preto peão · g7 preto peão · h7 preto peão · c6 preto peão · f6 preto cavalo · d5 preto peão · e5 preto peão · e4 branco peão · g4 preto bispo · d3 branco peão · f3 branco cavalo · g3 branco peão · a2 branco peão · b2 branco peão · c2 branco peão · d2 branco cavalo · f2 branco peão · g2 branco bispo · h2 branco peão · a1 branco torre · c1 branco bispo · d1 branco rainha · f1 branco torre · g1 branco rei | 6 |
| 5 | a8 preto torre · d8 preto rainha · e8 preto rei · f8 preto bispo · h8 preto torre · a7 preto peão · b7 preto peão · d7 preto cavalo · f7 preto peão · g7 preto peão · h7 preto peão · c6 preto peão · f6 preto cavalo · d5 preto peão · e5 preto peão · e4 branco peão · g4 preto bispo · d3 branco peão · f3 branco cavalo · g3 branco peão · a2 branco peão · b2 branco peão · c2 branco peão · d2 branco cavalo · f2 branco peão · g2 branco bispo · h2 branco peão · a1 branco torre · c1 branco bispo · d1 branco rainha · f1 branco torre · g1 branco rei | a8 preto torre · d8 preto rainha · e8 preto rei · f8 preto bispo · h8 preto torre · a7 preto peão · b7 preto peão · d7 preto cavalo · f7 preto peão · g7 preto peão · h7 preto peão · c6 preto peão · f6 preto cavalo · d5 preto peão · e5 preto peão · e4 branco peão · g4 preto bispo · d3 branco peão · f3 branco cavalo · g3 branco peão · a2 branco peão · b2 branco peão · c2 branco peão · d2 branco cavalo · f2 branco peão · g2 branco bispo · h2 branco peão · a1 branco torre · c1 branco bispo · d1 branco rainha · f1 branco torre · g1 branco rei | a8 preto torre · d8 preto rainha · e8 preto rei · f8 preto bispo · h8 preto torre · a7 preto peão · b7 preto peão · d7 preto cavalo · f7 preto peão · g7 preto peão · h7 preto peão · c6 preto peão · f6 preto cavalo · d5 preto peão · e5 preto peão · e4 branco peão · g4 preto bispo · d3 branco peão · f3 branco cavalo · g3 branco peão · a2 branco peão · b2 branco peão · c2 branco peão · d2 branco cavalo · f2 branco peão · g2 branco bispo · h2 branco peão · a1 branco torre · c1 branco bispo · d1 branco rainha · f1 branco torre · g1 branco rei | a8 preto torre · d8 preto rainha · e8 preto rei · f8 preto bispo · h8 preto torre · a7 preto peão · b7 preto peão · d7 preto cavalo · f7 preto peão · g7 preto peão · h7 preto peão · c6 preto peão · f6 preto cavalo · d5 preto peão · e5 preto peão · e4 branco peão · g4 preto bispo · d3 branco peão · f3 branco cavalo · g3 branco peão · a2 branco peão · b2 branco peão · c2 branco peão · d2 branco cavalo · f2 branco peão · g2 branco bispo · h2 branco peão · a1 branco torre · c1 branco bispo · d1 branco rainha · f1 branco torre · g1 branco rei | a8 preto torre · d8 preto rainha · e8 preto rei · f8 preto bispo · h8 preto torre · a7 preto peão · b7 preto peão · d7 preto cavalo · f7 preto peão · g7 preto peão · h7 preto peão · c6 preto peão · f6 preto cavalo · d5 preto peão · e5 preto peão · e4 branco peão · g4 preto bispo · d3 branco peão · f3 branco cavalo · g3 branco peão · a2 branco peão · b2 branco peão · c2 branco peão · d2 branco cavalo · f2 branco peão · g2 branco bispo · h2 branco peão · a1 branco torre · c1 branco bispo · d1 branco rainha · f1 branco torre · g1 branco rei | a8 preto torre · d8 preto rainha · e8 preto rei · f8 preto bispo · h8 preto torre · a7 preto peão · b7 preto peão · d7 preto cavalo · f7 preto peão · g7 preto peão · h7 preto peão · c6 preto peão · f6 preto cavalo · d5 preto peão · e5 preto peão · e4 branco peão · g4 preto bispo · d3 branco peão · f3 branco cavalo · g3 branco peão · a2 branco peão · b2 branco peão · c2 branco peão · d2 branco cavalo · f2 branco peão · g2 branco bispo · h2 branco peão · a1 branco torre · c1 branco bispo · d1 branco rainha · f1 branco torre · g1 branco rei | a8 preto torre · d8 preto rainha · e8 preto rei · f8 preto bispo · h8 preto torre · a7 preto peão · b7 preto peão · d7 preto cavalo · f7 preto peão · g7 preto peão · h7 preto peão · c6 preto peão · f6 preto cavalo · d5 preto peão · e5 preto peão · e4 branco peão · g4 preto bispo · d3 branco peão · f3 branco cavalo · g3 branco peão · a2 branco peão · b2 branco peão · c2 branco peão · d2 branco cavalo · f2 branco peão · g2 branco bispo · h2 branco peão · a1 branco torre · c1 branco bispo · d1 branco rainha · f1 branco torre · g1 branco rei | a8 preto torre · d8 preto rainha · e8 preto rei · f8 preto bispo · h8 preto torre · a7 preto peão · b7 preto peão · d7 preto cavalo · f7 preto peão · g7 preto peão · h7 preto peão · c6 preto peão · f6 preto cavalo · d5 preto peão · e5 preto peão · e4 branco peão · g4 preto bispo · d3 branco peão · f3 branco cavalo · g3 branco peão · a2 branco peão · b2 branco peão · c2 branco peão · d2 branco cavalo · f2 branco peão · g2 branco bispo · h2 branco peão · a1 branco torre · c1 branco bispo · d1 branco rainha · f1 branco torre · g1 branco rei | 5 |
| 4 | a8 preto torre · d8 preto rainha · e8 preto rei · f8 preto bispo · h8 preto torre · a7 preto peão · b7 preto peão · d7 preto cavalo · f7 preto peão · g7 preto peão · h7 preto peão · c6 preto peão · f6 preto cavalo · d5 preto peão · e5 preto peão · e4 branco peão · g4 preto bispo · d3 branco peão · f3 branco cavalo · g3 branco peão · a2 branco peão · b2 branco peão · c2 branco peão · d2 branco cavalo · f2 branco peão · g2 branco bispo · h2 branco peão · a1 branco torre · c1 branco bispo · d1 branco rainha · f1 branco torre · g1 branco rei | a8 preto torre · d8 preto rainha · e8 preto rei · f8 preto bispo · h8 preto torre · a7 preto peão · b7 preto peão · d7 preto cavalo · f7 preto peão · g7 preto peão · h7 preto peão · c6 preto peão · f6 preto cavalo · d5 preto peão · e5 preto peão · e4 branco peão · g4 preto bispo · d3 branco peão · f3 branco cavalo · g3 branco peão · a2 branco peão · b2 branco peão · c2 branco peão · d2 branco cavalo · f2 branco peão · g2 branco bispo · h2 branco peão · a1 branco torre · c1 branco bispo · d1 branco rainha · f1 branco torre · g1 branco rei | a8 preto torre · d8 preto rainha · e8 preto rei · f8 preto bispo · h8 preto torre · a7 preto peão · b7 preto peão · d7 preto cavalo · f7 preto peão · g7 preto peão · h7 preto peão · c6 preto peão · f6 preto cavalo · d5 preto peão · e5 preto peão · e4 branco peão · g4 preto bispo · d3 branco peão · f3 branco cavalo · g3 branco peão · a2 branco peão · b2 branco peão · c2 branco peão · d2 branco cavalo · f2 branco peão · g2 branco bispo · h2 branco peão · a1 branco torre · c1 branco bispo · d1 branco rainha · f1 branco torre · g1 branco rei | a8 preto torre · d8 preto rainha · e8 preto rei · f8 preto bispo · h8 preto torre · a7 preto peão · b7 preto peão · d7 preto cavalo · f7 preto peão · g7 preto peão · h7 preto peão · c6 preto peão · f6 preto cavalo · d5 preto peão · e5 preto peão · e4 branco peão · g4 preto bispo · d3 branco peão · f3 branco cavalo · g3 branco peão · a2 branco peão · b2 branco peão · c2 branco peão · d2 branco cavalo · f2 branco peão · g2 branco bispo · h2 branco peão · a1 branco torre · c1 branco bispo · d1 branco rainha · f1 branco torre · g1 branco rei | a8 preto torre · d8 preto rainha · e8 preto rei · f8 preto bispo · h8 preto torre · a7 preto peão · b7 preto peão · d7 preto cavalo · f7 preto peão · g7 preto peão · h7 preto peão · c6 preto peão · f6 preto cavalo · d5 preto peão · e5 preto peão · e4 branco peão · g4 preto bispo · d3 branco peão · f3 branco cavalo · g3 branco peão · a2 branco peão · b2 branco peão · c2 branco peão · d2 branco cavalo · f2 branco peão · g2 branco bispo · h2 branco peão · a1 branco torre · c1 branco bispo · d1 branco rainha · f1 branco torre · g1 branco rei | a8 preto torre · d8 preto rainha · e8 preto rei · f8 preto bispo · h8 preto torre · a7 preto peão · b7 preto peão · d7 preto cavalo · f7 preto peão · g7 preto peão · h7 preto peão · c6 preto peão · f6 preto cavalo · d5 preto peão · e5 preto peão · e4 branco peão · g4 preto bispo · d3 branco peão · f3 branco cavalo · g3 branco peão · a2 branco peão · b2 branco peão · c2 branco peão · d2 branco cavalo · f2 branco peão · g2 branco bispo · h2 branco peão · a1 branco torre · c1 branco bispo · d1 branco rainha · f1 branco torre · g1 branco rei | a8 preto torre · d8 preto rainha · e8 preto rei · f8 preto bispo · h8 preto torre · a7 preto peão · b7 preto peão · d7 preto cavalo · f7 preto peão · g7 preto peão · h7 preto peão · c6 preto peão · f6 preto cavalo · d5 preto peão · e5 preto peão · e4 branco peão · g4 preto bispo · d3 branco peão · f3 branco cavalo · g3 branco peão · a2 branco peão · b2 branco peão · c2 branco peão · d2 branco cavalo · f2 branco peão · g2 branco bispo · h2 branco peão · a1 branco torre · c1 branco bispo · d1 branco rainha · f1 branco torre · g1 branco rei | a8 preto torre · d8 preto rainha · e8 preto rei · f8 preto bispo · h8 preto torre · a7 preto peão · b7 preto peão · d7 preto cavalo · f7 preto peão · g7 preto peão · h7 preto peão · c6 preto peão · f6 preto cavalo · d5 preto peão · e5 preto peão · e4 branco peão · g4 preto bispo · d3 branco peão · f3 branco cavalo · g3 branco peão · a2 branco peão · b2 branco peão · c2 branco peão · d2 branco cavalo · f2 branco peão · g2 branco bispo · h2 branco peão · a1 branco torre · c1 branco bispo · d1 branco rainha · f1 branco torre · g1 branco rei | 4 |
| 3 | a8 preto torre · d8 preto rainha · e8 preto rei · f8 preto bispo · h8 preto torre · a7 preto peão · b7 preto peão · d7 preto cavalo · f7 preto peão · g7 preto peão · h7 preto peão · c6 preto peão · f6 preto cavalo · d5 preto peão · e5 preto peão · e4 branco peão · g4 preto bispo · d3 branco peão · f3 branco cavalo · g3 branco peão · a2 branco peão · b2 branco peão · c2 branco peão · d2 branco cavalo · f2 branco peão · g2 branco bispo · h2 branco peão · a1 branco torre · c1 branco bispo · d1 branco rainha · f1 branco torre · g1 branco rei | a8 preto torre · d8 preto rainha · e8 preto rei · f8 preto bispo · h8 preto torre · a7 preto peão · b7 preto peão · d7 preto cavalo · f7 preto peão · g7 preto peão · h7 preto peão · c6 preto peão · f6 preto cavalo · d5 preto peão · e5 preto peão · e4 branco peão · g4 preto bispo · d3 branco peão · f3 branco cavalo · g3 branco peão · a2 branco peão · b2 branco peão · c2 branco peão · d2 branco cavalo · f2 branco peão · g2 branco bispo · h2 branco peão · a1 branco torre · c1 branco bispo · d1 branco rainha · f1 branco torre · g1 branco rei | a8 preto torre · d8 preto rainha · e8 preto rei · f8 preto bispo · h8 preto torre · a7 preto peão · b7 preto peão · d7 preto cavalo · f7 preto peão · g7 preto peão · h7 preto peão · c6 preto peão · f6 preto cavalo · d5 preto peão · e5 preto peão · e4 branco peão · g4 preto bispo · d3 branco peão · f3 branco cavalo · g3 branco peão · a2 branco peão · b2 branco peão · c2 branco peão · d2 branco cavalo · f2 branco peão · g2 branco bispo · h2 branco peão · a1 branco torre · c1 branco bispo · d1 branco rainha · f1 branco torre · g1 branco rei | a8 preto torre · d8 preto rainha · e8 preto rei · f8 preto bispo · h8 preto torre · a7 preto peão · b7 preto peão · d7 preto cavalo · f7 preto peão · g7 preto peão · h7 preto peão · c6 preto peão · f6 preto cavalo · d5 preto peão · e5 preto peão · e4 branco peão · g4 preto bispo · d3 branco peão · f3 branco cavalo · g3 branco peão · a2 branco peão · b2 branco peão · c2 branco peão · d2 branco cavalo · f2 branco peão · g2 branco bispo · h2 branco peão · a1 branco torre · c1 branco bispo · d1 branco rainha · f1 branco torre · g1 branco rei | a8 preto torre · d8 preto rainha · e8 preto rei · f8 preto bispo · h8 preto torre · a7 preto peão · b7 preto peão · d7 preto cavalo · f7 preto peão · g7 preto peão · h7 preto peão · c6 preto peão · f6 preto cavalo · d5 preto peão · e5 preto peão · e4 branco peão · g4 preto bispo · d3 branco peão · f3 branco cavalo · g3 branco peão · a2 branco peão · b2 branco peão · c2 branco peão · d2 branco cavalo · f2 branco peão · g2 branco bispo · h2 branco peão · a1 branco torre · c1 branco bispo · d1 branco rainha · f1 branco torre · g1 branco rei | a8 preto torre · d8 preto rainha · e8 preto rei · f8 preto bispo · h8 preto torre · a7 preto peão · b7 preto peão · d7 preto cavalo · f7 preto peão · g7 preto peão · h7 preto peão · c6 preto peão · f6 preto cavalo · d5 preto peão · e5 preto peão · e4 branco peão · g4 preto bispo · d3 branco peão · f3 branco cavalo · g3 branco peão · a2 branco peão · b2 branco peão · c2 branco peão · d2 branco cavalo · f2 branco peão · g2 branco bispo · h2 branco peão · a1 branco torre · c1 branco bispo · d1 branco rainha · f1 branco torre · g1 branco rei | a8 preto torre · d8 preto rainha · e8 preto rei · f8 preto bispo · h8 preto torre · a7 preto peão · b7 preto peão · d7 preto cavalo · f7 preto peão · g7 preto peão · h7 preto peão · c6 preto peão · f6 preto cavalo · d5 preto peão · e5 preto peão · e4 branco peão · g4 preto bispo · d3 branco peão · f3 branco cavalo · g3 branco peão · a2 branco peão · b2 branco peão · c2 branco peão · d2 branco cavalo · f2 branco peão · g2 branco bispo · h2 branco peão · a1 branco torre · c1 branco bispo · d1 branco rainha · f1 branco torre · g1 branco rei | a8 preto torre · d8 preto rainha · e8 preto rei · f8 preto bispo · h8 preto torre · a7 preto peão · b7 preto peão · d7 preto cavalo · f7 preto peão · g7 preto peão · h7 preto peão · c6 preto peão · f6 preto cavalo · d5 preto peão · e5 preto peão · e4 branco peão · g4 preto bispo · d3 branco peão · f3 branco cavalo · g3 branco peão · a2 branco peão · b2 branco peão · c2 branco peão · d2 branco cavalo · f2 branco peão · g2 branco bispo · h2 branco peão · a1 branco torre · c1 branco bispo · d1 branco rainha · f1 branco torre · g1 branco rei | 3 |
| 2 | a8 preto torre · d8 preto rainha · e8 preto rei · f8 preto bispo · h8 preto torre · a7 preto peão · b7 preto peão · d7 preto cavalo · f7 preto peão · g7 preto peão · h7 preto peão · c6 preto peão · f6 preto cavalo · d5 preto peão · e5 preto peão · e4 branco peão · g4 preto bispo · d3 branco peão · f3 branco cavalo · g3 branco peão · a2 branco peão · b2 branco peão · c2 branco peão · d2 branco cavalo · f2 branco peão · g2 branco bispo · h2 branco peão · a1 branco torre · c1 branco bispo · d1 branco rainha · f1 branco torre · g1 branco rei | a8 preto torre · d8 preto rainha · e8 preto rei · f8 preto bispo · h8 preto torre · a7 preto peão · b7 preto peão · d7 preto cavalo · f7 preto peão · g7 preto peão · h7 preto peão · c6 preto peão · f6 preto cavalo · d5 preto peão · e5 preto peão · e4 branco peão · g4 preto bispo · d3 branco peão · f3 branco cavalo · g3 branco peão · a2 branco peão · b2 branco peão · c2 branco peão · d2 branco cavalo · f2 branco peão · g2 branco bispo · h2 branco peão · a1 branco torre · c1 branco bispo · d1 branco rainha · f1 branco torre · g1 branco rei | a8 preto torre · d8 preto rainha · e8 preto rei · f8 preto bispo · h8 preto torre · a7 preto peão · b7 preto peão · d7 preto cavalo · f7 preto peão · g7 preto peão · h7 preto peão · c6 preto peão · f6 preto cavalo · d5 preto peão · e5 preto peão · e4 branco peão · g4 preto bispo · d3 branco peão · f3 branco cavalo · g3 branco peão · a2 branco peão · b2 branco peão · c2 branco peão · d2 branco cavalo · f2 branco peão · g2 branco bispo · h2 branco peão · a1 branco torre · c1 branco bispo · d1 branco rainha · f1 branco torre · g1 branco rei | a8 preto torre · d8 preto rainha · e8 preto rei · f8 preto bispo · h8 preto torre · a7 preto peão · b7 preto peão · d7 preto cavalo · f7 preto peão · g7 preto peão · h7 preto peão · c6 preto peão · f6 preto cavalo · d5 preto peão · e5 preto peão · e4 branco peão · g4 preto bispo · d3 branco peão · f3 branco cavalo · g3 branco peão · a2 branco peão · b2 branco peão · c2 branco peão · d2 branco cavalo · f2 branco peão · g2 branco bispo · h2 branco peão · a1 branco torre · c1 branco bispo · d1 branco rainha · f1 branco torre · g1 branco rei | a8 preto torre · d8 preto rainha · e8 preto rei · f8 preto bispo · h8 preto torre · a7 preto peão · b7 preto peão · d7 preto cavalo · f7 preto peão · g7 preto peão · h7 preto peão · c6 preto peão · f6 preto cavalo · d5 preto peão · e5 preto peão · e4 branco peão · g4 preto bispo · d3 branco peão · f3 branco cavalo · g3 branco peão · a2 branco peão · b2 branco peão · c2 branco peão · d2 branco cavalo · f2 branco peão · g2 branco bispo · h2 branco peão · a1 branco torre · c1 branco bispo · d1 branco rainha · f1 branco torre · g1 branco rei | a8 preto torre · d8 preto rainha · e8 preto rei · f8 preto bispo · h8 preto torre · a7 preto peão · b7 preto peão · d7 preto cavalo · f7 preto peão · g7 preto peão · h7 preto peão · c6 preto peão · f6 preto cavalo · d5 preto peão · e5 preto peão · e4 branco peão · g4 preto bispo · d3 branco peão · f3 branco cavalo · g3 branco peão · a2 branco peão · b2 branco peão · c2 branco peão · d2 branco cavalo · f2 branco peão · g2 branco bispo · h2 branco peão · a1 branco torre · c1 branco bispo · d1 branco rainha · f1 branco torre · g1 branco rei | a8 preto torre · d8 preto rainha · e8 preto rei · f8 preto bispo · h8 preto torre · a7 preto peão · b7 preto peão · d7 preto cavalo · f7 preto peão · g7 preto peão · h7 preto peão · c6 preto peão · f6 preto cavalo · d5 preto peão · e5 preto peão · e4 branco peão · g4 preto bispo · d3 branco peão · f3 branco cavalo · g3 branco peão · a2 branco peão · b2 branco peão · c2 branco peão · d2 branco cavalo · f2 branco peão · g2 branco bispo · h2 branco peão · a1 branco torre · c1 branco bispo · d1 branco rainha · f1 branco torre · g1 branco rei | a8 preto torre · d8 preto rainha · e8 preto rei · f8 preto bispo · h8 preto torre · a7 preto peão · b7 preto peão · d7 preto cavalo · f7 preto peão · g7 preto peão · h7 preto peão · c6 preto peão · f6 preto cavalo · d5 preto peão · e5 preto peão · e4 branco peão · g4 preto bispo · d3 branco peão · f3 branco cavalo · g3 branco peão · a2 branco peão · b2 branco peão · c2 branco peão · d2 branco cavalo · f2 branco peão · g2 branco bispo · h2 branco peão · a1 branco torre · c1 branco bispo · d1 branco rainha · f1 branco torre · g1 branco rei | 2 |
| 1 | a8 preto torre · d8 preto rainha · e8 preto rei · f8 preto bispo · h8 preto torre · a7 preto peão · b7 preto peão · d7 preto cavalo · f7 preto peão · g7 preto peão · h7 preto peão · c6 preto peão · f6 preto cavalo · d5 preto peão · e5 preto peão · e4 branco peão · g4 preto bispo · d3 branco peão · f3 branco cavalo · g3 branco peão · a2 branco peão · b2 branco peão · c2 branco peão · d2 branco cavalo · f2 branco peão · g2 branco bispo · h2 branco peão · a1 branco torre · c1 branco bispo · d1 branco rainha · f1 branco torre · g1 branco rei | a8 preto torre · d8 preto rainha · e8 preto rei · f8 preto bispo · h8 preto torre · a7 preto peão · b7 preto peão · d7 preto cavalo · f7 preto peão · g7 preto peão · h7 preto peão · c6 preto peão · f6 preto cavalo · d5 preto peão · e5 preto peão · e4 branco peão · g4 preto bispo · d3 branco peão · f3 branco cavalo · g3 branco peão · a2 branco peão · b2 branco peão · c2 branco peão · d2 branco cavalo · f2 branco peão · g2 branco bispo · h2 branco peão · a1 branco torre · c1 branco bispo · d1 branco rainha · f1 branco torre · g1 branco rei | a8 preto torre · d8 preto rainha · e8 preto rei · f8 preto bispo · h8 preto torre · a7 preto peão · b7 preto peão · d7 preto cavalo · f7 preto peão · g7 preto peão · h7 preto peão · c6 preto peão · f6 preto cavalo · d5 preto peão · e5 preto peão · e4 branco peão · g4 preto bispo · d3 branco peão · f3 branco cavalo · g3 branco peão · a2 branco peão · b2 branco peão · c2 branco peão · d2 branco cavalo · f2 branco peão · g2 branco bispo · h2 branco peão · a1 branco torre · c1 branco bispo · d1 branco rainha · f1 branco torre · g1 branco rei | a8 preto torre · d8 preto rainha · e8 preto rei · f8 preto bispo · h8 preto torre · a7 preto peão · b7 preto peão · d7 preto cavalo · f7 preto peão · g7 preto peão · h7 preto peão · c6 preto peão · f6 preto cavalo · d5 preto peão · e5 preto peão · e4 branco peão · g4 preto bispo · d3 branco peão · f3 branco cavalo · g3 branco peão · a2 branco peão · b2 branco peão · c2 branco peão · d2 branco cavalo · f2 branco peão · g2 branco bispo · h2 branco peão · a1 branco torre · c1 branco bispo · d1 branco rainha · f1 branco torre · g1 branco rei | a8 preto torre · d8 preto rainha · e8 preto rei · f8 preto bispo · h8 preto torre · a7 preto peão · b7 preto peão · d7 preto cavalo · f7 preto peão · g7 preto peão · h7 preto peão · c6 preto peão · f6 preto cavalo · d5 preto peão · e5 preto peão · e4 branco peão · g4 preto bispo · d3 branco peão · f3 branco cavalo · g3 branco peão · a2 branco peão · b2 branco peão · c2 branco peão · d2 branco cavalo · f2 branco peão · g2 branco bispo · h2 branco peão · a1 branco torre · c1 branco bispo · d1 branco rainha · f1 branco torre · g1 branco rei | a8 preto torre · d8 preto rainha · e8 preto rei · f8 preto bispo · h8 preto torre · a7 preto peão · b7 preto peão · d7 preto cavalo · f7 preto peão · g7 preto peão · h7 preto peão · c6 preto peão · f6 preto cavalo · d5 preto peão · e5 preto peão · e4 branco peão · g4 preto bispo · d3 branco peão · f3 branco cavalo · g3 branco peão · a2 branco peão · b2 branco peão · c2 branco peão · d2 branco cavalo · f2 branco peão · g2 branco bispo · h2 branco peão · a1 branco torre · c1 branco bispo · d1 branco rainha · f1 branco torre · g1 branco rei | a8 preto torre · d8 preto rainha · e8 preto rei · f8 preto bispo · h8 preto torre · a7 preto peão · b7 preto peão · d7 preto cavalo · f7 preto peão · g7 preto peão · h7 preto peão · c6 preto peão · f6 preto cavalo · d5 preto peão · e5 preto peão · e4 branco peão · g4 preto bispo · d3 branco peão · f3 branco cavalo · g3 branco peão · a2 branco peão · b2 branco peão · c2 branco peão · d2 branco cavalo · f2 branco peão · g2 branco bispo · h2 branco peão · a1 branco torre · c1 branco bispo · d1 branco rainha · f1 branco torre · g1 branco rei | a8 preto torre · d8 preto rainha · e8 preto rei · f8 preto bispo · h8 preto torre · a7 preto peão · b7 preto peão · d7 preto cavalo · f7 preto peão · g7 preto peão · h7 preto peão · c6 preto peão · f6 preto cavalo · d5 preto peão · e5 preto peão · e4 branco peão · g4 preto bispo · d3 branco peão · f3 branco cavalo · g3 branco peão · a2 branco peão · b2 branco peão · c2 branco peão · d2 branco cavalo · f2 branco peão · g2 branco bispo · h2 branco peão · a1 branco torre · c1 branco bispo · d1 branco rainha · f1 branco torre · g1 branco rei | 1 |
|   | a | b | c | d | e | f | g | h |   |

1.g3 d5 2.Bg2 Nf6 3.Nf3 c6 4.0-0 Bg4 5.d3 Nbd7 6.Nbd2 e5 7.e4 – Abertura Réti, Ataque Índio do Rei, Variante Iugoslava (ECO A07)

### Abertura Inglesa
|   | a | b | c | d | e | f | g | h |   |
| 8 | a8 preto torre · c8 preto bispo · d8 preto rainha · f8 preto torre · g8 preto rei · a7 preto peão · b7 preto peão · c7 preto peão · g7 preto bispo · h7 preto peão · c6 preto cavalo · d6 preto peão · f6 preto cavalo · g6 preto peão · d5 branco cavalo · e5 preto peão · f5 preto peão · c4 branco peão · e4 branco peão · d3 branco peão · g3 branco peão · a2 branco peão · b2 branco peão · e2 branco cavalo · f2 branco peão · g2 branco bispo · h2 branco peão · a1 branco torre · c1 branco bispo · d1 branco rainha · f1 branco torre · g1 branco rei | a8 preto torre · c8 preto bispo · d8 preto rainha · f8 preto torre · g8 preto rei · a7 preto peão · b7 preto peão · c7 preto peão · g7 preto bispo · h7 preto peão · c6 preto cavalo · d6 preto peão · f6 preto cavalo · g6 preto peão · d5 branco cavalo · e5 preto peão · f5 preto peão · c4 branco peão · e4 branco peão · d3 branco peão · g3 branco peão · a2 branco peão · b2 branco peão · e2 branco cavalo · f2 branco peão · g2 branco bispo · h2 branco peão · a1 branco torre · c1 branco bispo · d1 branco rainha · f1 branco torre · g1 branco rei | a8 preto torre · c8 preto bispo · d8 preto rainha · f8 preto torre · g8 preto rei · a7 preto peão · b7 preto peão · c7 preto peão · g7 preto bispo · h7 preto peão · c6 preto cavalo · d6 preto peão · f6 preto cavalo · g6 preto peão · d5 branco cavalo · e5 preto peão · f5 preto peão · c4 branco peão · e4 branco peão · d3 branco peão · g3 branco peão · a2 branco peão · b2 branco peão · e2 branco cavalo · f2 branco peão · g2 branco bispo · h2 branco peão · a1 branco torre · c1 branco bispo · d1 branco rainha · f1 branco torre · g1 branco rei | a8 preto torre · c8 preto bispo · d8 preto rainha · f8 preto torre · g8 preto rei · a7 preto peão · b7 preto peão · c7 preto peão · g7 preto bispo · h7 preto peão · c6 preto cavalo · d6 preto peão · f6 preto cavalo · g6 preto peão · d5 branco cavalo · e5 preto peão · f5 preto peão · c4 branco peão · e4 branco peão · d3 branco peão · g3 branco peão · a2 branco peão · b2 branco peão · e2 branco cavalo · f2 branco peão · g2 branco bispo · h2 branco peão · a1 branco torre · c1 branco bispo · d1 branco rainha · f1 branco torre · g1 branco rei | a8 preto torre · c8 preto bispo · d8 preto rainha · f8 preto torre · g8 preto rei · a7 preto peão · b7 preto peão · c7 preto peão · g7 preto bispo · h7 preto peão · c6 preto cavalo · d6 preto peão · f6 preto cavalo · g6 preto peão · d5 branco cavalo · e5 preto peão · f5 preto peão · c4 branco peão · e4 branco peão · d3 branco peão · g3 branco peão · a2 branco peão · b2 branco peão · e2 branco cavalo · f2 branco peão · g2 branco bispo · h2 branco peão · a1 branco torre · c1 branco bispo · d1 branco rainha · f1 branco torre · g1 branco rei | a8 preto torre · c8 preto bispo · d8 preto rainha · f8 preto torre · g8 preto rei · a7 preto peão · b7 preto peão · c7 preto peão · g7 preto bispo · h7 preto peão · c6 preto cavalo · d6 preto peão · f6 preto cavalo · g6 preto peão · d5 branco cavalo · e5 preto peão · f5 preto peão · c4 branco peão · e4 branco peão · d3 branco peão · g3 branco peão · a2 branco peão · b2 branco peão · e2 branco cavalo · f2 branco peão · g2 branco bispo · h2 branco peão · a1 branco torre · c1 branco bispo · d1 branco rainha · f1 branco torre · g1 branco rei | a8 preto torre · c8 preto bispo · d8 preto rainha · f8 preto torre · g8 preto rei · a7 preto peão · b7 preto peão · c7 preto peão · g7 preto bispo · h7 preto peão · c6 preto cavalo · d6 preto peão · f6 preto cavalo · g6 preto peão · d5 branco cavalo · e5 preto peão · f5 preto peão · c4 branco peão · e4 branco peão · d3 branco peão · g3 branco peão · a2 branco peão · b2 branco peão · e2 branco cavalo · f2 branco peão · g2 branco bispo · h2 branco peão · a1 branco torre · c1 branco bispo · d1 branco rainha · f1 branco torre · g1 branco rei | a8 preto torre · c8 preto bispo · d8 preto rainha · f8 preto torre · g8 preto rei · a7 preto peão · b7 preto peão · c7 preto peão · g7 preto bispo · h7 preto peão · c6 preto cavalo · d6 preto peão · f6 preto cavalo · g6 preto peão · d5 branco cavalo · e5 preto peão · f5 preto peão · c4 branco peão · e4 branco peão · d3 branco peão · g3 branco peão · a2 branco peão · b2 branco peão · e2 branco cavalo · f2 branco peão · g2 branco bispo · h2 branco peão · a1 branco torre · c1 branco bispo · d1 branco rainha · f1 branco torre · g1 branco rei | 8 |
| 7 | a8 preto torre · c8 preto bispo · d8 preto rainha · f8 preto torre · g8 preto rei · a7 preto peão · b7 preto peão · c7 preto peão · g7 preto bispo · h7 preto peão · c6 preto cavalo · d6 preto peão · f6 preto cavalo · g6 preto peão · d5 branco cavalo · e5 preto peão · f5 preto peão · c4 branco peão · e4 branco peão · d3 branco peão · g3 branco peão · a2 branco peão · b2 branco peão · e2 branco cavalo · f2 branco peão · g2 branco bispo · h2 branco peão · a1 branco torre · c1 branco bispo · d1 branco rainha · f1 branco torre · g1 branco rei | a8 preto torre · c8 preto bispo · d8 preto rainha · f8 preto torre · g8 preto rei · a7 preto peão · b7 preto peão · c7 preto peão · g7 preto bispo · h7 preto peão · c6 preto cavalo · d6 preto peão · f6 preto cavalo · g6 preto peão · d5 branco cavalo · e5 preto peão · f5 preto peão · c4 branco peão · e4 branco peão · d3 branco peão · g3 branco peão · a2 branco peão · b2 branco peão · e2 branco cavalo · f2 branco peão · g2 branco bispo · h2 branco peão · a1 branco torre · c1 branco bispo · d1 branco rainha · f1 branco torre · g1 branco rei | a8 preto torre · c8 preto bispo · d8 preto rainha · f8 preto torre · g8 preto rei · a7 preto peão · b7 preto peão · c7 preto peão · g7 preto bispo · h7 preto peão · c6 preto cavalo · d6 preto peão · f6 preto cavalo · g6 preto peão · d5 branco cavalo · e5 preto peão · f5 preto peão · c4 branco peão · e4 branco peão · d3 branco peão · g3 branco peão · a2 branco peão · b2 branco peão · e2 branco cavalo · f2 branco peão · g2 branco bispo · h2 branco peão · a1 branco torre · c1 branco bispo · d1 branco rainha · f1 branco torre · g1 branco rei | a8 preto torre · c8 preto bispo · d8 preto rainha · f8 preto torre · g8 preto rei · a7 preto peão · b7 preto peão · c7 preto peão · g7 preto bispo · h7 preto peão · c6 preto cavalo · d6 preto peão · f6 preto cavalo · g6 preto peão · d5 branco cavalo · e5 preto peão · f5 preto peão · c4 branco peão · e4 branco peão · d3 branco peão · g3 branco peão · a2 branco peão · b2 branco peão · e2 branco cavalo · f2 branco peão · g2 branco bispo · h2 branco peão · a1 branco torre · c1 branco bispo · d1 branco rainha · f1 branco torre · g1 branco rei | a8 preto torre · c8 preto bispo · d8 preto rainha · f8 preto torre · g8 preto rei · a7 preto peão · b7 preto peão · c7 preto peão · g7 preto bispo · h7 preto peão · c6 preto cavalo · d6 preto peão · f6 preto cavalo · g6 preto peão · d5 branco cavalo · e5 preto peão · f5 preto peão · c4 branco peão · e4 branco peão · d3 branco peão · g3 branco peão · a2 branco peão · b2 branco peão · e2 branco cavalo · f2 branco peão · g2 branco bispo · h2 branco peão · a1 branco torre · c1 branco bispo · d1 branco rainha · f1 branco torre · g1 branco rei | a8 preto torre · c8 preto bispo · d8 preto rainha · f8 preto torre · g8 preto rei · a7 preto peão · b7 preto peão · c7 preto peão · g7 preto bispo · h7 preto peão · c6 preto cavalo · d6 preto peão · f6 preto cavalo · g6 preto peão · d5 branco cavalo · e5 preto peão · f5 preto peão · c4 branco peão · e4 branco peão · d3 branco peão · g3 branco peão · a2 branco peão · b2 branco peão · e2 branco cavalo · f2 branco peão · g2 branco bispo · h2 branco peão · a1 branco torre · c1 branco bispo · d1 branco rainha · f1 branco torre · g1 branco rei | a8 preto torre · c8 preto bispo · d8 preto rainha · f8 preto torre · g8 preto rei · a7 preto peão · b7 preto peão · c7 preto peão · g7 preto bispo · h7 preto peão · c6 preto cavalo · d6 preto peão · f6 preto cavalo · g6 preto peão · d5 branco cavalo · e5 preto peão · f5 preto peão · c4 branco peão · e4 branco peão · d3 branco peão · g3 branco peão · a2 branco peão · b2 branco peão · e2 branco cavalo · f2 branco peão · g2 branco bispo · h2 branco peão · a1 branco torre · c1 branco bispo · d1 branco rainha · f1 branco torre · g1 branco rei | a8 preto torre · c8 preto bispo · d8 preto rainha · f8 preto torre · g8 preto rei · a7 preto peão · b7 preto peão · c7 preto peão · g7 preto bispo · h7 preto peão · c6 preto cavalo · d6 preto peão · f6 preto cavalo · g6 preto peão · d5 branco cavalo · e5 preto peão · f5 preto peão · c4 branco peão · e4 branco peão · d3 branco peão · g3 branco peão · a2 branco peão · b2 branco peão · e2 branco cavalo · f2 branco peão · g2 branco bispo · h2 branco peão · a1 branco torre · c1 branco bispo · d1 branco rainha · f1 branco torre · g1 branco rei | 7 |
| 6 | a8 preto torre · c8 preto bispo · d8 preto rainha · f8 preto torre · g8 preto rei · a7 preto peão · b7 preto peão · c7 preto peão · g7 preto bispo · h7 preto peão · c6 preto cavalo · d6 preto peão · f6 preto cavalo · g6 preto peão · d5 branco cavalo · e5 preto peão · f5 preto peão · c4 branco peão · e4 branco peão · d3 branco peão · g3 branco peão · a2 branco peão · b2 branco peão · e2 branco cavalo · f2 branco peão · g2 branco bispo · h2 branco peão · a1 branco torre · c1 branco bispo · d1 branco rainha · f1 branco torre · g1 branco rei | a8 preto torre · c8 preto bispo · d8 preto rainha · f8 preto torre · g8 preto rei · a7 preto peão · b7 preto peão · c7 preto peão · g7 preto bispo · h7 preto peão · c6 preto cavalo · d6 preto peão · f6 preto cavalo · g6 preto peão · d5 branco cavalo · e5 preto peão · f5 preto peão · c4 branco peão · e4 branco peão · d3 branco peão · g3 branco peão · a2 branco peão · b2 branco peão · e2 branco cavalo · f2 branco peão · g2 branco bispo · h2 branco peão · a1 branco torre · c1 branco bispo · d1 branco rainha · f1 branco torre · g1 branco rei | a8 preto torre · c8 preto bispo · d8 preto rainha · f8 preto torre · g8 preto rei · a7 preto peão · b7 preto peão · c7 preto peão · g7 preto bispo · h7 preto peão · c6 preto cavalo · d6 preto peão · f6 preto cavalo · g6 preto peão · d5 branco cavalo · e5 preto peão · f5 preto peão · c4 branco peão · e4 branco peão · d3 branco peão · g3 branco peão · a2 branco peão · b2 branco peão · e2 branco cavalo · f2 branco peão · g2 branco bispo · h2 branco peão · a1 branco torre · c1 branco bispo · d1 branco rainha · f1 branco torre · g1 branco rei | a8 preto torre · c8 preto bispo · d8 preto rainha · f8 preto torre · g8 preto rei · a7 preto peão · b7 preto peão · c7 preto peão · g7 preto bispo · h7 preto peão · c6 preto cavalo · d6 preto peão · f6 preto cavalo · g6 preto peão · d5 branco cavalo · e5 preto peão · f5 preto peão · c4 branco peão · e4 branco peão · d3 branco peão · g3 branco peão · a2 branco peão · b2 branco peão · e2 branco cavalo · f2 branco peão · g2 branco bispo · h2 branco peão · a1 branco torre · c1 branco bispo · d1 branco rainha · f1 branco torre · g1 branco rei | a8 preto torre · c8 preto bispo · d8 preto rainha · f8 preto torre · g8 preto rei · a7 preto peão · b7 preto peão · c7 preto peão · g7 preto bispo · h7 preto peão · c6 preto cavalo · d6 preto peão · f6 preto cavalo · g6 preto peão · d5 branco cavalo · e5 preto peão · f5 preto peão · c4 branco peão · e4 branco peão · d3 branco peão · g3 branco peão · a2 branco peão · b2 branco peão · e2 branco cavalo · f2 branco peão · g2 branco bispo · h2 branco peão · a1 branco torre · c1 branco bispo · d1 branco rainha · f1 branco torre · g1 branco rei | a8 preto torre · c8 preto bispo · d8 preto rainha · f8 preto torre · g8 preto rei · a7 preto peão · b7 preto peão · c7 preto peão · g7 preto bispo · h7 preto peão · c6 preto cavalo · d6 preto peão · f6 preto cavalo · g6 preto peão · d5 branco cavalo · e5 preto peão · f5 preto peão · c4 branco peão · e4 branco peão · d3 branco peão · g3 branco peão · a2 branco peão · b2 branco peão · e2 branco cavalo · f2 branco peão · g2 branco bispo · h2 branco peão · a1 branco torre · c1 branco bispo · d1 branco rainha · f1 branco torre · g1 branco rei | a8 preto torre · c8 preto bispo · d8 preto rainha · f8 preto torre · g8 preto rei · a7 preto peão · b7 preto peão · c7 preto peão · g7 preto bispo · h7 preto peão · c6 preto cavalo · d6 preto peão · f6 preto cavalo · g6 preto peão · d5 branco cavalo · e5 preto peão · f5 preto peão · c4 branco peão · e4 branco peão · d3 branco peão · g3 branco peão · a2 branco peão · b2 branco peão · e2 branco cavalo · f2 branco peão · g2 branco bispo · h2 branco peão · a1 branco torre · c1 branco bispo · d1 branco rainha · f1 branco torre · g1 branco rei | a8 preto torre · c8 preto bispo · d8 preto rainha · f8 preto torre · g8 preto rei · a7 preto peão · b7 preto peão · c7 preto peão · g7 preto bispo · h7 preto peão · c6 preto cavalo · d6 preto peão · f6 preto cavalo · g6 preto peão · d5 branco cavalo · e5 preto peão · f5 preto peão · c4 branco peão · e4 branco peão · d3 branco peão · g3 branco peão · a2 branco peão · b2 branco peão · e2 branco cavalo · f2 branco peão · g2 branco bispo · h2 branco peão · a1 branco torre · c1 branco bispo · d1 branco rainha · f1 branco torre · g1 branco rei | 6 |
| 5 | a8 preto torre · c8 preto bispo · d8 preto rainha · f8 preto torre · g8 preto rei · a7 preto peão · b7 preto peão · c7 preto peão · g7 preto bispo · h7 preto peão · c6 preto cavalo · d6 preto peão · f6 preto cavalo · g6 preto peão · d5 branco cavalo · e5 preto peão · f5 preto peão · c4 branco peão · e4 branco peão · d3 branco peão · g3 branco peão · a2 branco peão · b2 branco peão · e2 branco cavalo · f2 branco peão · g2 branco bispo · h2 branco peão · a1 branco torre · c1 branco bispo · d1 branco rainha · f1 branco torre · g1 branco rei | a8 preto torre · c8 preto bispo · d8 preto rainha · f8 preto torre · g8 preto rei · a7 preto peão · b7 preto peão · c7 preto peão · g7 preto bispo · h7 preto peão · c6 preto cavalo · d6 preto peão · f6 preto cavalo · g6 preto peão · d5 branco cavalo · e5 preto peão · f5 preto peão · c4 branco peão · e4 branco peão · d3 branco peão · g3 branco peão · a2 branco peão · b2 branco peão · e2 branco cavalo · f2 branco peão · g2 branco bispo · h2 branco peão · a1 branco torre · c1 branco bispo · d1 branco rainha · f1 branco torre · g1 branco rei | a8 preto torre · c8 preto bispo · d8 preto rainha · f8 preto torre · g8 preto rei · a7 preto peão · b7 preto peão · c7 preto peão · g7 preto bispo · h7 preto peão · c6 preto cavalo · d6 preto peão · f6 preto cavalo · g6 preto peão · d5 branco cavalo · e5 preto peão · f5 preto peão · c4 branco peão · e4 branco peão · d3 branco peão · g3 branco peão · a2 branco peão · b2 branco peão · e2 branco cavalo · f2 branco peão · g2 branco bispo · h2 branco peão · a1 branco torre · c1 branco bispo · d1 branco rainha · f1 branco torre · g1 branco rei | a8 preto torre · c8 preto bispo · d8 preto rainha · f8 preto torre · g8 preto rei · a7 preto peão · b7 preto peão · c7 preto peão · g7 preto bispo · h7 preto peão · c6 preto cavalo · d6 preto peão · f6 preto cavalo · g6 preto peão · d5 branco cavalo · e5 preto peão · f5 preto peão · c4 branco peão · e4 branco peão · d3 branco peão · g3 branco peão · a2 branco peão · b2 branco peão · e2 branco cavalo · f2 branco peão · g2 branco bispo · h2 branco peão · a1 branco torre · c1 branco bispo · d1 branco rainha · f1 branco torre · g1 branco rei | a8 preto torre · c8 preto bispo · d8 preto rainha · f8 preto torre · g8 preto rei · a7 preto peão · b7 preto peão · c7 preto peão · g7 preto bispo · h7 preto peão · c6 preto cavalo · d6 preto peão · f6 preto cavalo · g6 preto peão · d5 branco cavalo · e5 preto peão · f5 preto peão · c4 branco peão · e4 branco peão · d3 branco peão · g3 branco peão · a2 branco peão · b2 branco peão · e2 branco cavalo · f2 branco peão · g2 branco bispo · h2 branco peão · a1 branco torre · c1 branco bispo · d1 branco rainha · f1 branco torre · g1 branco rei | a8 preto torre · c8 preto bispo · d8 preto rainha · f8 preto torre · g8 preto rei · a7 preto peão · b7 preto peão · c7 preto peão · g7 preto bispo · h7 preto peão · c6 preto cavalo · d6 preto peão · f6 preto cavalo · g6 preto peão · d5 branco cavalo · e5 preto peão · f5 preto peão · c4 branco peão · e4 branco peão · d3 branco peão · g3 branco peão · a2 branco peão · b2 branco peão · e2 branco cavalo · f2 branco peão · g2 branco bispo · h2 branco peão · a1 branco torre · c1 branco bispo · d1 branco rainha · f1 branco torre · g1 branco rei | a8 preto torre · c8 preto bispo · d8 preto rainha · f8 preto torre · g8 preto rei · a7 preto peão · b7 preto peão · c7 preto peão · g7 preto bispo · h7 preto peão · c6 preto cavalo · d6 preto peão · f6 preto cavalo · g6 preto peão · d5 branco cavalo · e5 preto peão · f5 preto peão · c4 branco peão · e4 branco peão · d3 branco peão · g3 branco peão · a2 branco peão · b2 branco peão · e2 branco cavalo · f2 branco peão · g2 branco bispo · h2 branco peão · a1 branco torre · c1 branco bispo · d1 branco rainha · f1 branco torre · g1 branco rei | a8 preto torre · c8 preto bispo · d8 preto rainha · f8 preto torre · g8 preto rei · a7 preto peão · b7 preto peão · c7 preto peão · g7 preto bispo · h7 preto peão · c6 preto cavalo · d6 preto peão · f6 preto cavalo · g6 preto peão · d5 branco cavalo · e5 preto peão · f5 preto peão · c4 branco peão · e4 branco peão · d3 branco peão · g3 branco peão · a2 branco peão · b2 branco peão · e2 branco cavalo · f2 branco peão · g2 branco bispo · h2 branco peão · a1 branco torre · c1 branco bispo · d1 branco rainha · f1 branco torre · g1 branco rei | 5 |
| 4 | a8 preto torre · c8 preto bispo · d8 preto rainha · f8 preto torre · g8 preto rei · a7 preto peão · b7 preto peão · c7 preto peão · g7 preto bispo · h7 preto peão · c6 preto cavalo · d6 preto peão · f6 preto cavalo · g6 preto peão · d5 branco cavalo · e5 preto peão · f5 preto peão · c4 branco peão · e4 branco peão · d3 branco peão · g3 branco peão · a2 branco peão · b2 branco peão · e2 branco cavalo · f2 branco peão · g2 branco bispo · h2 branco peão · a1 branco torre · c1 branco bispo · d1 branco rainha · f1 branco torre · g1 branco rei | a8 preto torre · c8 preto bispo · d8 preto rainha · f8 preto torre · g8 preto rei · a7 preto peão · b7 preto peão · c7 preto peão · g7 preto bispo · h7 preto peão · c6 preto cavalo · d6 preto peão · f6 preto cavalo · g6 preto peão · d5 branco cavalo · e5 preto peão · f5 preto peão · c4 branco peão · e4 branco peão · d3 branco peão · g3 branco peão · a2 branco peão · b2 branco peão · e2 branco cavalo · f2 branco peão · g2 branco bispo · h2 branco peão · a1 branco torre · c1 branco bispo · d1 branco rainha · f1 branco torre · g1 branco rei | a8 preto torre · c8 preto bispo · d8 preto rainha · f8 preto torre · g8 preto rei · a7 preto peão · b7 preto peão · c7 preto peão · g7 preto bispo · h7 preto peão · c6 preto cavalo · d6 preto peão · f6 preto cavalo · g6 preto peão · d5 branco cavalo · e5 preto peão · f5 preto peão · c4 branco peão · e4 branco peão · d3 branco peão · g3 branco peão · a2 branco peão · b2 branco peão · e2 branco cavalo · f2 branco peão · g2 branco bispo · h2 branco peão · a1 branco torre · c1 branco bispo · d1 branco rainha · f1 branco torre · g1 branco rei | a8 preto torre · c8 preto bispo · d8 preto rainha · f8 preto torre · g8 preto rei · a7 preto peão · b7 preto peão · c7 preto peão · g7 preto bispo · h7 preto peão · c6 preto cavalo · d6 preto peão · f6 preto cavalo · g6 preto peão · d5 branco cavalo · e5 preto peão · f5 preto peão · c4 branco peão · e4 branco peão · d3 branco peão · g3 branco peão · a2 branco peão · b2 branco peão · e2 branco cavalo · f2 branco peão · g2 branco bispo · h2 branco peão · a1 branco torre · c1 branco bispo · d1 branco rainha · f1 branco torre · g1 branco rei | a8 preto torre · c8 preto bispo · d8 preto rainha · f8 preto torre · g8 preto rei · a7 preto peão · b7 preto peão · c7 preto peão · g7 preto bispo · h7 preto peão · c6 preto cavalo · d6 preto peão · f6 preto cavalo · g6 preto peão · d5 branco cavalo · e5 preto peão · f5 preto peão · c4 branco peão · e4 branco peão · d3 branco peão · g3 branco peão · a2 branco peão · b2 branco peão · e2 branco cavalo · f2 branco peão · g2 branco bispo · h2 branco peão · a1 branco torre · c1 branco bispo · d1 branco rainha · f1 branco torre · g1 branco rei | a8 preto torre · c8 preto bispo · d8 preto rainha · f8 preto torre · g8 preto rei · a7 preto peão · b7 preto peão · c7 preto peão · g7 preto bispo · h7 preto peão · c6 preto cavalo · d6 preto peão · f6 preto cavalo · g6 preto peão · d5 branco cavalo · e5 preto peão · f5 preto peão · c4 branco peão · e4 branco peão · d3 branco peão · g3 branco peão · a2 branco peão · b2 branco peão · e2 branco cavalo · f2 branco peão · g2 branco bispo · h2 branco peão · a1 branco torre · c1 branco bispo · d1 branco rainha · f1 branco torre · g1 branco rei | a8 preto torre · c8 preto bispo · d8 preto rainha · f8 preto torre · g8 preto rei · a7 preto peão · b7 preto peão · c7 preto peão · g7 preto bispo · h7 preto peão · c6 preto cavalo · d6 preto peão · f6 preto cavalo · g6 preto peão · d5 branco cavalo · e5 preto peão · f5 preto peão · c4 branco peão · e4 branco peão · d3 branco peão · g3 branco peão · a2 branco peão · b2 branco peão · e2 branco cavalo · f2 branco peão · g2 branco bispo · h2 branco peão · a1 branco torre · c1 branco bispo · d1 branco rainha · f1 branco torre · g1 branco rei | a8 preto torre · c8 preto bispo · d8 preto rainha · f8 preto torre · g8 preto rei · a7 preto peão · b7 preto peão · c7 preto peão · g7 preto bispo · h7 preto peão · c6 preto cavalo · d6 preto peão · f6 preto cavalo · g6 preto peão · d5 branco cavalo · e5 preto peão · f5 preto peão · c4 branco peão · e4 branco peão · d3 branco peão · g3 branco peão · a2 branco peão · b2 branco peão · e2 branco cavalo · f2 branco peão · g2 branco bispo · h2 branco peão · a1 branco torre · c1 branco bispo · d1 branco rainha · f1 branco torre · g1 branco rei | 4 |
| 3 | a8 preto torre · c8 preto bispo · d8 preto rainha · f8 preto torre · g8 preto rei · a7 preto peão · b7 preto peão · c7 preto peão · g7 preto bispo · h7 preto peão · c6 preto cavalo · d6 preto peão · f6 preto cavalo · g6 preto peão · d5 branco cavalo · e5 preto peão · f5 preto peão · c4 branco peão · e4 branco peão · d3 branco peão · g3 branco peão · a2 branco peão · b2 branco peão · e2 branco cavalo · f2 branco peão · g2 branco bispo · h2 branco peão · a1 branco torre · c1 branco bispo · d1 branco rainha · f1 branco torre · g1 branco rei | a8 preto torre · c8 preto bispo · d8 preto rainha · f8 preto torre · g8 preto rei · a7 preto peão · b7 preto peão · c7 preto peão · g7 preto bispo · h7 preto peão · c6 preto cavalo · d6 preto peão · f6 preto cavalo · g6 preto peão · d5 branco cavalo · e5 preto peão · f5 preto peão · c4 branco peão · e4 branco peão · d3 branco peão · g3 branco peão · a2 branco peão · b2 branco peão · e2 branco cavalo · f2 branco peão · g2 branco bispo · h2 branco peão · a1 branco torre · c1 branco bispo · d1 branco rainha · f1 branco torre · g1 branco rei | a8 preto torre · c8 preto bispo · d8 preto rainha · f8 preto torre · g8 preto rei · a7 preto peão · b7 preto peão · c7 preto peão · g7 preto bispo · h7 preto peão · c6 preto cavalo · d6 preto peão · f6 preto cavalo · g6 preto peão · d5 branco cavalo · e5 preto peão · f5 preto peão · c4 branco peão · e4 branco peão · d3 branco peão · g3 branco peão · a2 branco peão · b2 branco peão · e2 branco cavalo · f2 branco peão · g2 branco bispo · h2 branco peão · a1 branco torre · c1 branco bispo · d1 branco rainha · f1 branco torre · g1 branco rei | a8 preto torre · c8 preto bispo · d8 preto rainha · f8 preto torre · g8 preto rei · a7 preto peão · b7 preto peão · c7 preto peão · g7 preto bispo · h7 preto peão · c6 preto cavalo · d6 preto peão · f6 preto cavalo · g6 preto peão · d5 branco cavalo · e5 preto peão · f5 preto peão · c4 branco peão · e4 branco peão · d3 branco peão · g3 branco peão · a2 branco peão · b2 branco peão · e2 branco cavalo · f2 branco peão · g2 branco bispo · h2 branco peão · a1 branco torre · c1 branco bispo · d1 branco rainha · f1 branco torre · g1 branco rei | a8 preto torre · c8 preto bispo · d8 preto rainha · f8 preto torre · g8 preto rei · a7 preto peão · b7 preto peão · c7 preto peão · g7 preto bispo · h7 preto peão · c6 preto cavalo · d6 preto peão · f6 preto cavalo · g6 preto peão · d5 branco cavalo · e5 preto peão · f5 preto peão · c4 branco peão · e4 branco peão · d3 branco peão · g3 branco peão · a2 branco peão · b2 branco peão · e2 branco cavalo · f2 branco peão · g2 branco bispo · h2 branco peão · a1 branco torre · c1 branco bispo · d1 branco rainha · f1 branco torre · g1 branco rei | a8 preto torre · c8 preto bispo · d8 preto rainha · f8 preto torre · g8 preto rei · a7 preto peão · b7 preto peão · c7 preto peão · g7 preto bispo · h7 preto peão · c6 preto cavalo · d6 preto peão · f6 preto cavalo · g6 preto peão · d5 branco cavalo · e5 preto peão · f5 preto peão · c4 branco peão · e4 branco peão · d3 branco peão · g3 branco peão · a2 branco peão · b2 branco peão · e2 branco cavalo · f2 branco peão · g2 branco bispo · h2 branco peão · a1 branco torre · c1 branco bispo · d1 branco rainha · f1 branco torre · g1 branco rei | a8 preto torre · c8 preto bispo · d8 preto rainha · f8 preto torre · g8 preto rei · a7 preto peão · b7 preto peão · c7 preto peão · g7 preto bispo · h7 preto peão · c6 preto cavalo · d6 preto peão · f6 preto cavalo · g6 preto peão · d5 branco cavalo · e5 preto peão · f5 preto peão · c4 branco peão · e4 branco peão · d3 branco peão · g3 branco peão · a2 branco peão · b2 branco peão · e2 branco cavalo · f2 branco peão · g2 branco bispo · h2 branco peão · a1 branco torre · c1 branco bispo · d1 branco rainha · f1 branco torre · g1 branco rei | a8 preto torre · c8 preto bispo · d8 preto rainha · f8 preto torre · g8 preto rei · a7 preto peão · b7 preto peão · c7 preto peão · g7 preto bispo · h7 preto peão · c6 preto cavalo · d6 preto peão · f6 preto cavalo · g6 preto peão · d5 branco cavalo · e5 preto peão · f5 preto peão · c4 branco peão · e4 branco peão · d3 branco peão · g3 branco peão · a2 branco peão · b2 branco peão · e2 branco cavalo · f2 branco peão · g2 branco bispo · h2 branco peão · a1 branco torre · c1 branco bispo · d1 branco rainha · f1 branco torre · g1 branco rei | 3 |
| 2 | a8 preto torre · c8 preto bispo · d8 preto rainha · f8 preto torre · g8 preto rei · a7 preto peão · b7 preto peão · c7 preto peão · g7 preto bispo · h7 preto peão · c6 preto cavalo · d6 preto peão · f6 preto cavalo · g6 preto peão · d5 branco cavalo · e5 preto peão · f5 preto peão · c4 branco peão · e4 branco peão · d3 branco peão · g3 branco peão · a2 branco peão · b2 branco peão · e2 branco cavalo · f2 branco peão · g2 branco bispo · h2 branco peão · a1 branco torre · c1 branco bispo · d1 branco rainha · f1 branco torre · g1 branco rei | a8 preto torre · c8 preto bispo · d8 preto rainha · f8 preto torre · g8 preto rei · a7 preto peão · b7 preto peão · c7 preto peão · g7 preto bispo · h7 preto peão · c6 preto cavalo · d6 preto peão · f6 preto cavalo · g6 preto peão · d5 branco cavalo · e5 preto peão · f5 preto peão · c4 branco peão · e4 branco peão · d3 branco peão · g3 branco peão · a2 branco peão · b2 branco peão · e2 branco cavalo · f2 branco peão · g2 branco bispo · h2 branco peão · a1 branco torre · c1 branco bispo · d1 branco rainha · f1 branco torre · g1 branco rei | a8 preto torre · c8 preto bispo · d8 preto rainha · f8 preto torre · g8 preto rei · a7 preto peão · b7 preto peão · c7 preto peão · g7 preto bispo · h7 preto peão · c6 preto cavalo · d6 preto peão · f6 preto cavalo · g6 preto peão · d5 branco cavalo · e5 preto peão · f5 preto peão · c4 branco peão · e4 branco peão · d3 branco peão · g3 branco peão · a2 branco peão · b2 branco peão · e2 branco cavalo · f2 branco peão · g2 branco bispo · h2 branco peão · a1 branco torre · c1 branco bispo · d1 branco rainha · f1 branco torre · g1 branco rei | a8 preto torre · c8 preto bispo · d8 preto rainha · f8 preto torre · g8 preto rei · a7 preto peão · b7 preto peão · c7 preto peão · g7 preto bispo · h7 preto peão · c6 preto cavalo · d6 preto peão · f6 preto cavalo · g6 preto peão · d5 branco cavalo · e5 preto peão · f5 preto peão · c4 branco peão · e4 branco peão · d3 branco peão · g3 branco peão · a2 branco peão · b2 branco peão · e2 branco cavalo · f2 branco peão · g2 branco bispo · h2 branco peão · a1 branco torre · c1 branco bispo · d1 branco rainha · f1 branco torre · g1 branco rei | a8 preto torre · c8 preto bispo · d8 preto rainha · f8 preto torre · g8 preto rei · a7 preto peão · b7 preto peão · c7 preto peão · g7 preto bispo · h7 preto peão · c6 preto cavalo · d6 preto peão · f6 preto cavalo · g6 preto peão · d5 branco cavalo · e5 preto peão · f5 preto peão · c4 branco peão · e4 branco peão · d3 branco peão · g3 branco peão · a2 branco peão · b2 branco peão · e2 branco cavalo · f2 branco peão · g2 branco bispo · h2 branco peão · a1 branco torre · c1 branco bispo · d1 branco rainha · f1 branco torre · g1 branco rei | a8 preto torre · c8 preto bispo · d8 preto rainha · f8 preto torre · g8 preto rei · a7 preto peão · b7 preto peão · c7 preto peão · g7 preto bispo · h7 preto peão · c6 preto cavalo · d6 preto peão · f6 preto cavalo · g6 preto peão · d5 branco cavalo · e5 preto peão · f5 preto peão · c4 branco peão · e4 branco peão · d3 branco peão · g3 branco peão · a2 branco peão · b2 branco peão · e2 branco cavalo · f2 branco peão · g2 branco bispo · h2 branco peão · a1 branco torre · c1 branco bispo · d1 branco rainha · f1 branco torre · g1 branco rei | a8 preto torre · c8 preto bispo · d8 preto rainha · f8 preto torre · g8 preto rei · a7 preto peão · b7 preto peão · c7 preto peão · g7 preto bispo · h7 preto peão · c6 preto cavalo · d6 preto peão · f6 preto cavalo · g6 preto peão · d5 branco cavalo · e5 preto peão · f5 preto peão · c4 branco peão · e4 branco peão · d3 branco peão · g3 branco peão · a2 branco peão · b2 branco peão · e2 branco cavalo · f2 branco peão · g2 branco bispo · h2 branco peão · a1 branco torre · c1 branco bispo · d1 branco rainha · f1 branco torre · g1 branco rei | a8 preto torre · c8 preto bispo · d8 preto rainha · f8 preto torre · g8 preto rei · a7 preto peão · b7 preto peão · c7 preto peão · g7 preto bispo · h7 preto peão · c6 preto cavalo · d6 preto peão · f6 preto cavalo · g6 preto peão · d5 branco cavalo · e5 preto peão · f5 preto peão · c4 branco peão · e4 branco peão · d3 branco peão · g3 branco peão · a2 branco peão · b2 branco peão · e2 branco cavalo · f2 branco peão · g2 branco bispo · h2 branco peão · a1 branco torre · c1 branco bispo · d1 branco rainha · f1 branco torre · g1 branco rei | 2 |
| 1 | a8 preto torre · c8 preto bispo · d8 preto rainha · f8 preto torre · g8 preto rei · a7 preto peão · b7 preto peão · c7 preto peão · g7 preto bispo · h7 preto peão · c6 preto cavalo · d6 preto peão · f6 preto cavalo · g6 preto peão · d5 branco cavalo · e5 preto peão · f5 preto peão · c4 branco peão · e4 branco peão · d3 branco peão · g3 branco peão · a2 branco peão · b2 branco peão · e2 branco cavalo · f2 branco peão · g2 branco bispo · h2 branco peão · a1 branco torre · c1 branco bispo · d1 branco rainha · f1 branco torre · g1 branco rei | a8 preto torre · c8 preto bispo · d8 preto rainha · f8 preto torre · g8 preto rei · a7 preto peão · b7 preto peão · c7 preto peão · g7 preto bispo · h7 preto peão · c6 preto cavalo · d6 preto peão · f6 preto cavalo · g6 preto peão · d5 branco cavalo · e5 preto peão · f5 preto peão · c4 branco peão · e4 branco peão · d3 branco peão · g3 branco peão · a2 branco peão · b2 branco peão · e2 branco cavalo · f2 branco peão · g2 branco bispo · h2 branco peão · a1 branco torre · c1 branco bispo · d1 branco rainha · f1 branco torre · g1 branco rei | a8 preto torre · c8 preto bispo · d8 preto rainha · f8 preto torre · g8 preto rei · a7 preto peão · b7 preto peão · c7 preto peão · g7 preto bispo · h7 preto peão · c6 preto cavalo · d6 preto peão · f6 preto cavalo · g6 preto peão · d5 branco cavalo · e5 preto peão · f5 preto peão · c4 branco peão · e4 branco peão · d3 branco peão · g3 branco peão · a2 branco peão · b2 branco peão · e2 branco cavalo · f2 branco peão · g2 branco bispo · h2 branco peão · a1 branco torre · c1 branco bispo · d1 branco rainha · f1 branco torre · g1 branco rei | a8 preto torre · c8 preto bispo · d8 preto rainha · f8 preto torre · g8 preto rei · a7 preto peão · b7 preto peão · c7 preto peão · g7 preto bispo · h7 preto peão · c6 preto cavalo · d6 preto peão · f6 preto cavalo · g6 preto peão · d5 branco cavalo · e5 preto peão · f5 preto peão · c4 branco peão · e4 branco peão · d3 branco peão · g3 branco peão · a2 branco peão · b2 branco peão · e2 branco cavalo · f2 branco peão · g2 branco bispo · h2 branco peão · a1 branco torre · c1 branco bispo · d1 branco rainha · f1 branco torre · g1 branco rei | a8 preto torre · c8 preto bispo · d8 preto rainha · f8 preto torre · g8 preto rei · a7 preto peão · b7 preto peão · c7 preto peão · g7 preto bispo · h7 preto peão · c6 preto cavalo · d6 preto peão · f6 preto cavalo · g6 preto peão · d5 branco cavalo · e5 preto peão · f5 preto peão · c4 branco peão · e4 branco peão · d3 branco peão · g3 branco peão · a2 branco peão · b2 branco peão · e2 branco cavalo · f2 branco peão · g2 branco bispo · h2 branco peão · a1 branco torre · c1 branco bispo · d1 branco rainha · f1 branco torre · g1 branco rei | a8 preto torre · c8 preto bispo · d8 preto rainha · f8 preto torre · g8 preto rei · a7 preto peão · b7 preto peão · c7 preto peão · g7 preto bispo · h7 preto peão · c6 preto cavalo · d6 preto peão · f6 preto cavalo · g6 preto peão · d5 branco cavalo · e5 preto peão · f5 preto peão · c4 branco peão · e4 branco peão · d3 branco peão · g3 branco peão · a2 branco peão · b2 branco peão · e2 branco cavalo · f2 branco peão · g2 branco bispo · h2 branco peão · a1 branco torre · c1 branco bispo · d1 branco rainha · f1 branco torre · g1 branco rei | a8 preto torre · c8 preto bispo · d8 preto rainha · f8 preto torre · g8 preto rei · a7 preto peão · b7 preto peão · c7 preto peão · g7 preto bispo · h7 preto peão · c6 preto cavalo · d6 preto peão · f6 preto cavalo · g6 preto peão · d5 branco cavalo · e5 preto peão · f5 preto peão · c4 branco peão · e4 branco peão · d3 branco peão · g3 branco peão · a2 branco peão · b2 branco peão · e2 branco cavalo · f2 branco peão · g2 branco bispo · h2 branco peão · a1 branco torre · c1 branco bispo · d1 branco rainha · f1 branco torre · g1 branco rei | a8 preto torre · c8 preto bispo · d8 preto rainha · f8 preto torre · g8 preto rei · a7 preto peão · b7 preto peão · c7 preto peão · g7 preto bispo · h7 preto peão · c6 preto cavalo · d6 preto peão · f6 preto cavalo · g6 preto peão · d5 branco cavalo · e5 preto peão · f5 preto peão · c4 branco peão · e4 branco peão · d3 branco peão · g3 branco peão · a2 branco peão · b2 branco peão · e2 branco cavalo · f2 branco peão · g2 branco bispo · h2 branco peão · a1 branco torre · c1 branco bispo · d1 branco rainha · f1 branco torre · g1 branco rei | 1 |
|   | a | b | c | d | e | f | g | h |   |

1.g3 g6 2.Bg2 Bg7 3.c4 e5 4.Nc3 d6 5.d3 f5 6.e4 Nf6 7.Nge2 Nc6 8.0-0 0-0 9.Nd5 – Abertura Inglesa, Sistema Botvinnik(ECO A26)